# Jan Werner
För den norske sångaren, se Jan Werner Danielsen
Jan Werner, född 25 juli 1946, död 21 september 2014, var en polsk friidrottare som huvudsakligen tävlade på 400 meter. 
Werner tillhörde en generation talangfulla polska kortdistanslöpare och ingick i stafettlagen som vann guld vid EM 1966, silver vid Olympiska sommarspelen 1976 och silver vid EM 1971. 
Individuellt är den största meriten guldet på 400 meter från EM 1969. Han hade även Europarekordet på 200 meter under några månader 1967.

## Personliga rekord
- 400 meter - 45,44 från 1976